# 拉塞尔·斯莱德
羅素·馬克·斯萊德（英語：Russell Mark Slade，1960年10月10日—）是一名英格蘭足球領隊，是少數非紅褲子出身的學院派領隊。

## 生平

### 背景
斯萊德在英格蘭東南部伯克郡的沃金厄姆（Wokingham）出生，成長於诺丁汉。他在18歲時放棄加入諾士郡，選擇繼續學業進入大學修讀體育，畢業後在法蘭·威爾頓學校（Frank Wheldon School）擔任體育教師約一年。他與諾士郡再續前緣，首先在預備隊參賽，其後再開展其教練事業，由青年軍助教逐步提升到助理領隊，更在1994/95年球季於米克·獲加（Mick Walker）被撤職後擔任看守領隊，直到1995年1月侯活·簡度（Howard Kendall）上任後才復任助理領隊。

### 初試啼聲
斯萊德在非聯賽球隊正式開展領隊生涯，曾分別任教阿米蒂奇（Armitage）和（Leicester United）。1997年加入谢菲尔德联的教練團隊，期間兩度擔任看守領隊職務。2001年加盟位處全國聯榜末的斯卡布羅（Scarborough）出任領隊才正式打嚮名堂。除成功保級外，更於2003/04年領導球隊闖入足總盃第四圈，主場面對英超的切尔西才僅以0-1不敵光榮出局。

### 格林斯比镇
2004年夏季，剛降班英乙的格林斯比镇邀請斯萊德出任領隊，是他首次全職擔任聯賽球隊的主帥。2005/06年球季球隊聯賽排第四位，失落直接升班席位，附加賽準決賽兩回合累計3-1擊敗林肯城，但在千禧球場的決賽以0-1負於切尔滕汉姆。

### 约维尔
效力甘士比兩年後，斯萊德轉投英甲的约维尔，首季即帶領球隊取得聯賽第五位，於附加賽準決賽兩回合累計5-4淘汰升班大熱門諾定咸森林，雖然獲選為｢英甲年度最佳領隊｣，但於溫布萊決賽0-2負於黑池，再次升班夢碎。

### 布莱顿
斯萊德在2009年2月離開凱殊公園球場（Huish Park），出任另一支位處降班區域的英甲球隊布莱顿的領隊，再次擔任｢救火隊隊長｣為球隊護級，雖然成功保級，但於翌季季初被辭退，僅在任8個月。

### 莱顿东方
2010年4月，斯萊德獲備受降班威脅的英甲球隊莱顿东方聘請執掌帥印，於僅餘6仗帶領球隊取得10分成功保級。2013/14年球季奧連特聯賽排第3位，附加賽準決賽兩回合累計3-2淘汰彼得伯勒联，斯萊德第二度獲選｢英甲年度最佳領隊｣，但第三次於附加賽決賽落敗，溫布萊決賽加時2-2，十二碼3-4負於罗瑟勒姆。

### 卡迪夫城
2014/15年球季季初，英冠球會卡迪夫城辭退領隊（Ole Gunnar Solskjær）後要求奧連特准許與斯萊德商討加盟條件被拒；但三天後斯萊德提出請辭。2014年10月6日，雖然與卡迪夫城仍有爭議，斯萊德終如願離隊獲任命為卡迪夫城新領隊。

## 榮譽
- 英甲年度最佳領隊（2）：2006/07年（约维尔 ）、2013/14年（莱顿东方）

## 外部連結
- 足球資料庫：Russell Slade的領隊統計數據
- Profile on the League Managers Association website